# Vidua macroura
La viuda colicinta (Vidua macroura) es una especie de ave paseriforme perteneciente a la familia Viduidae. Habita en África, concretamente al sur del Desierto del Sáhara. No están amenazadas. Anteriormente se la conocía como Vidua haagneri.

## Descripción
Suele medir entre 12–13 cm de largo, aunque en los machos la cola les añade otros 20 cm. Los machos adultos tienen la espalda y coronilla negra, al igual que su larga cola. Sus alas son oscuras con manchas blancas y las patas, pecho, cuello y cabeza, sin contar la coronilla; son blancas también. Su pico es de color rojo intenso. 
Las hembras adultas y los machos inmaduros son mayormente marrones, con toques negros en alas y cabeza. Apenas poseen cola, a diferencia de los machos adultos, pero siguen teniendo el pico de color rojo.

## Subespecies
La Vidua macroura posee dos subespecies:
- Vidua macroura arenosa
- Vidua macroura macroura

## Galería

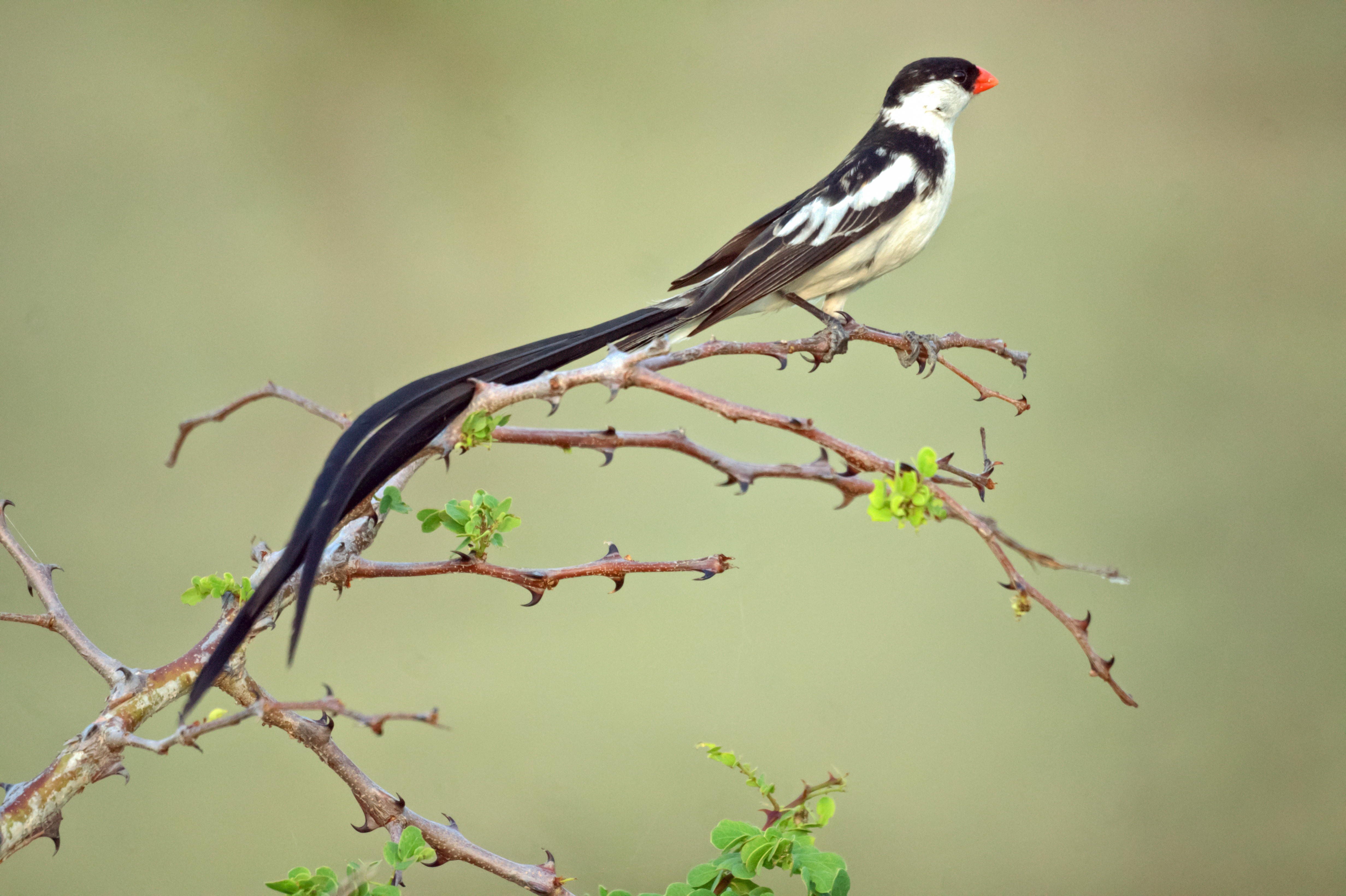
Macho en las Reserva Privada Londolozi, Limpopo, Sudáfrica.
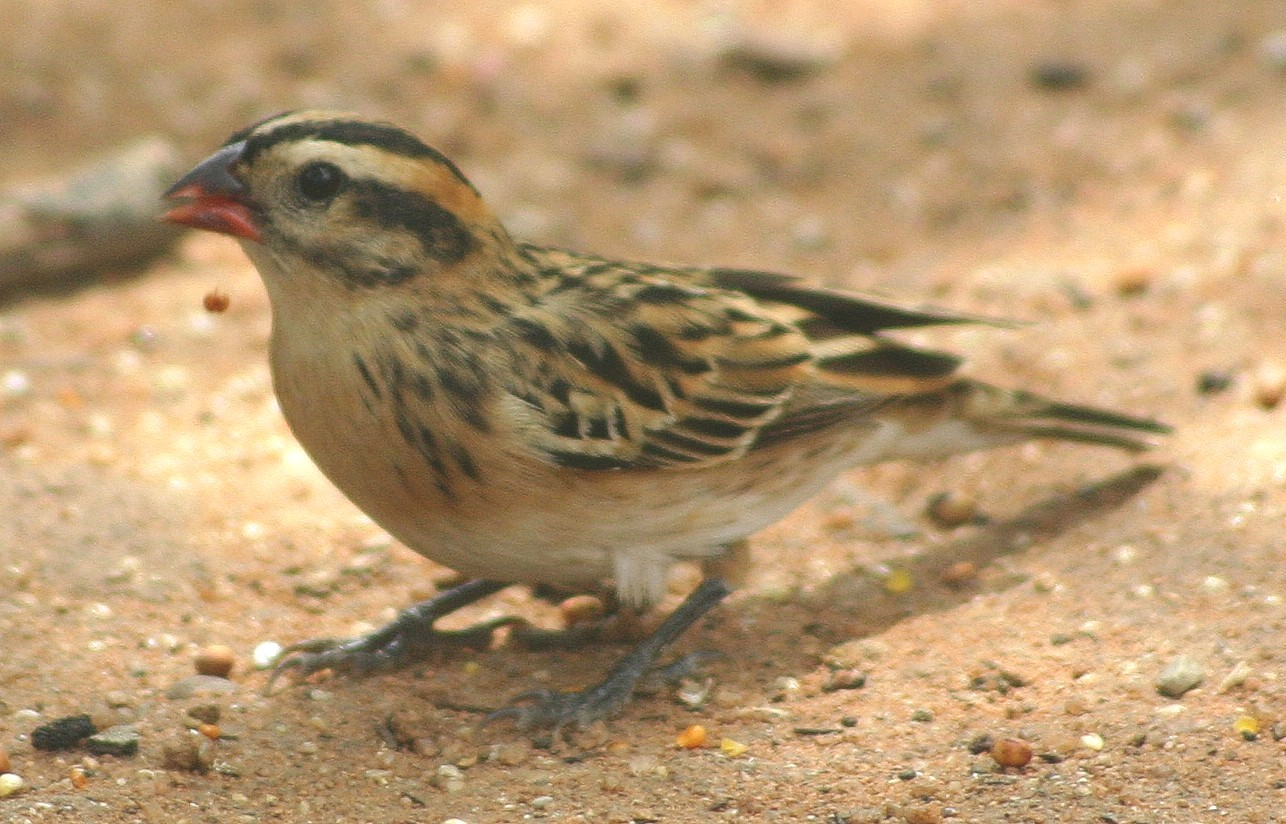
Hembra en el Jardín Botánico de Johannesburgo.
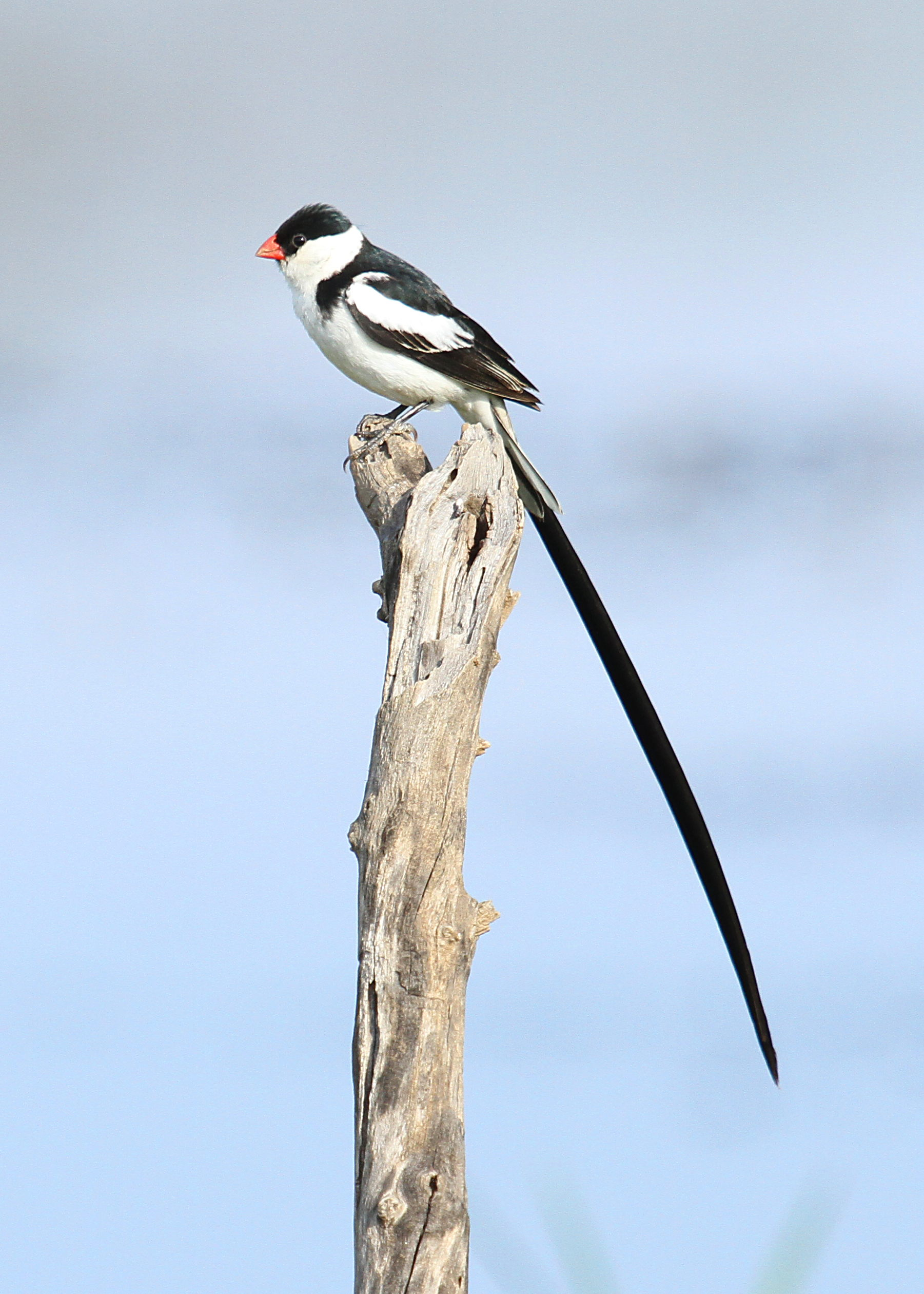
Macho en el Parque Nacional de Pilanesberg, Sudáfrica.
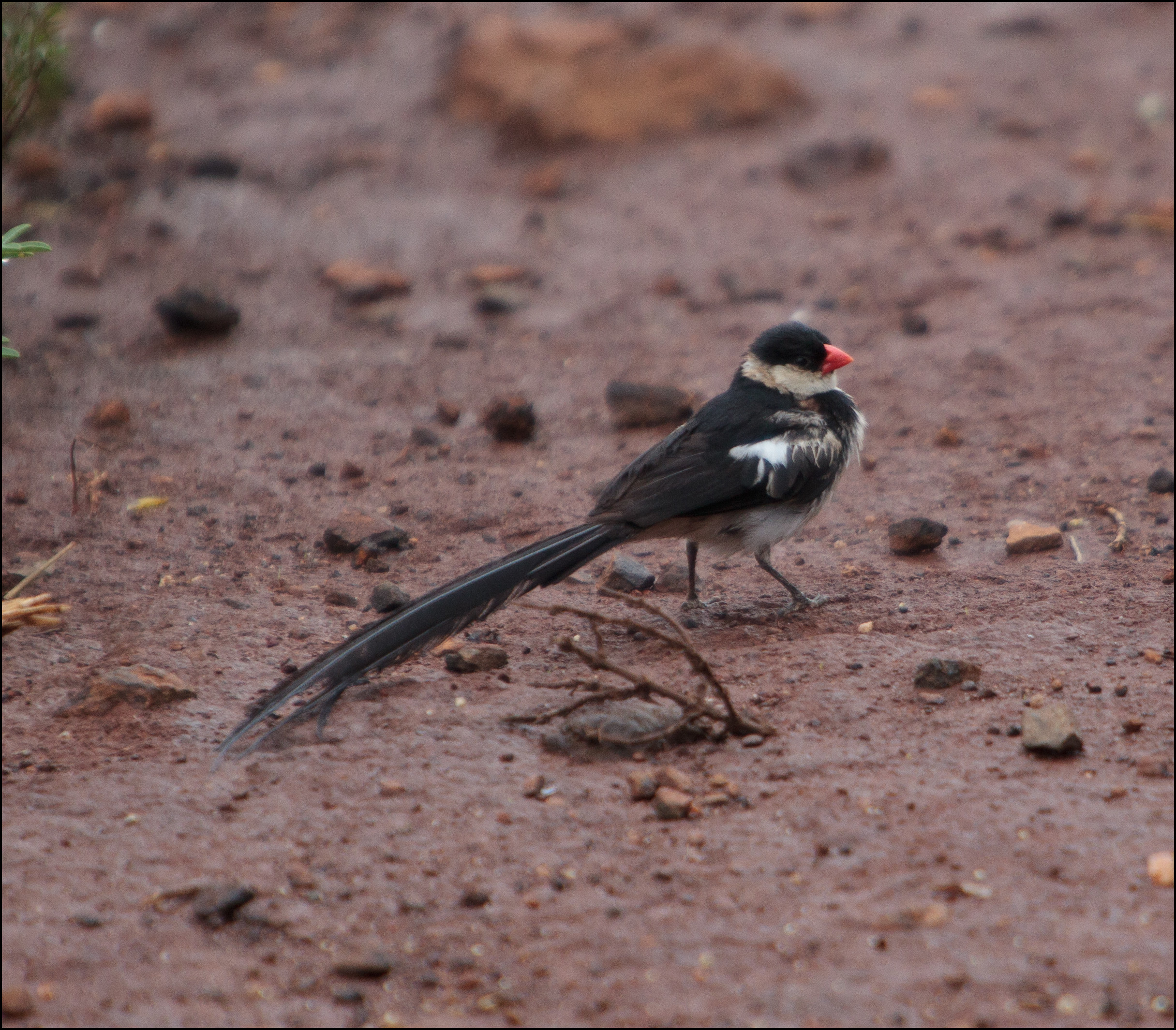
Macho de Vidua macroura. Nótese la cola larga, cuerpo negro y pico de color rojo intenso.
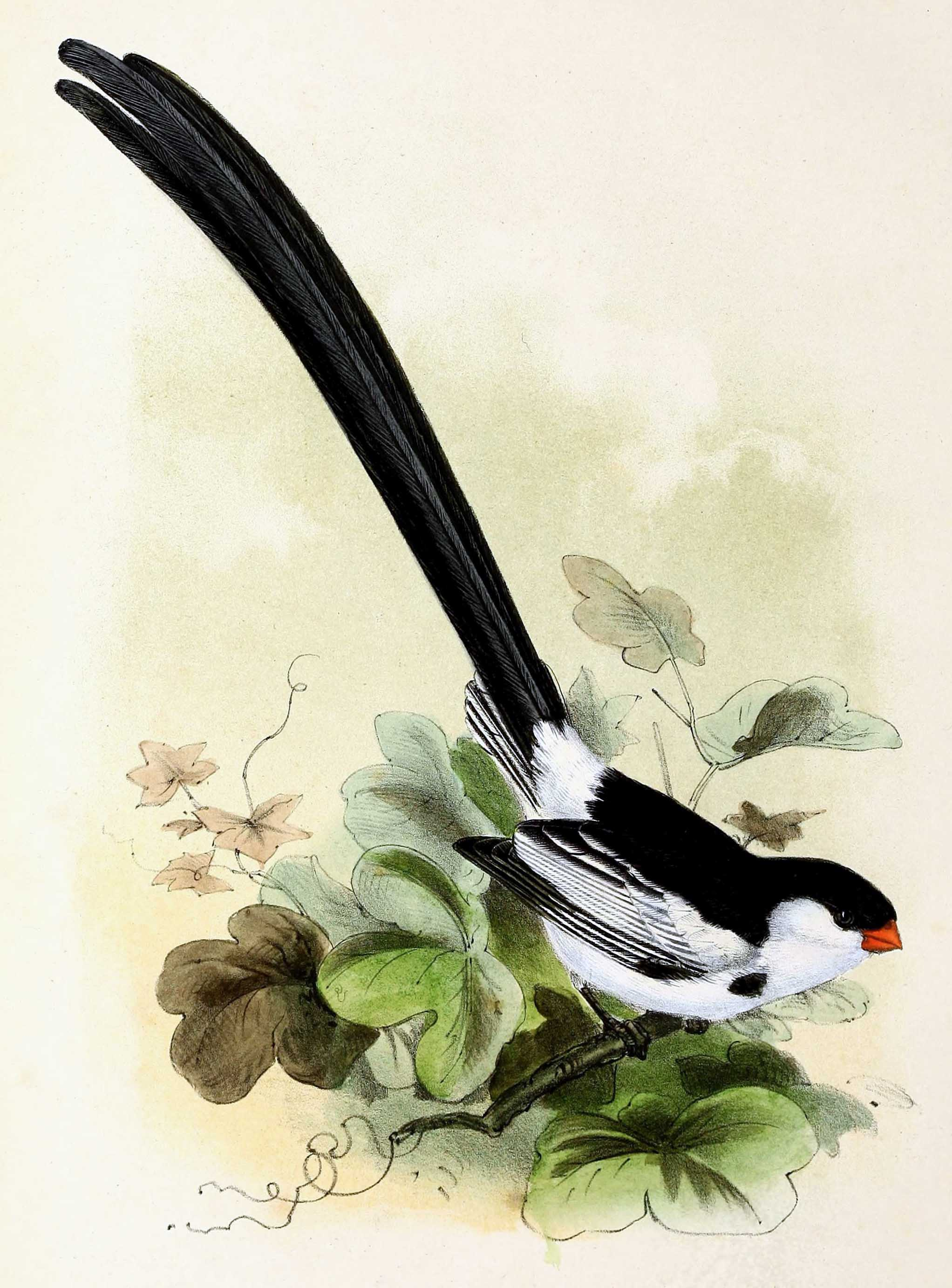
Restauración de una Vidua macroura en 1869.
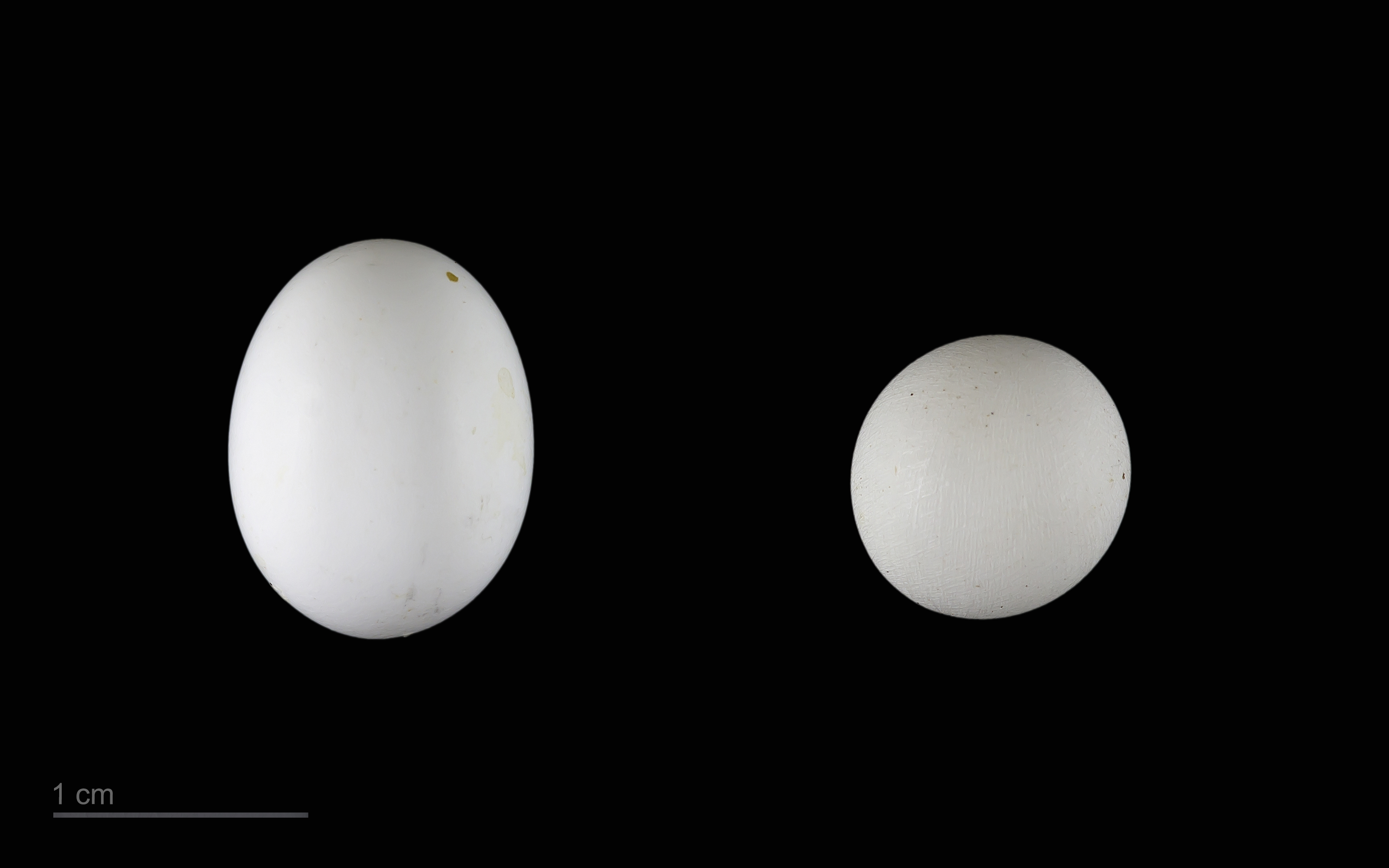
Vidua macroura  en un nido de Lonchura cucullata - MHNT